# 에이전트 코디 뱅크스
《에이전트 코디 뱅크스》(영어: Agent Cody Banks)는 미국에서 제작된 하랄 즈바르트 감독의 2003년 액션 코미디 영화이다. 프랭키 뮤니즈, 힐러리 더프, 앤지 하먼 등이 출연하였고, 데이비드 글래서 등이 제작에 참여하였다.
속편 《에이전트 코디 뱅크스 2》(2004)로 이어진다.

## 출연진
- 프랭키 뮤니즈
- 힐러리 더프
- 앤지 하먼
- 키스 데이비드
- 신시아 스티븐슨
- 아널드 보슬루
- 대니얼 로벅
- 이언 맥셰인

## 기타 제작진
- 공동 제작: 로버트 마이어 버넷
- 협력 제작: 베슬레뫼위 루드 즈바르트, 톰 굴브란센
- 배역: 하이키 브랜드스태터, 코린 메이어스, 존 팹시데라
- 미술: 러스티 스미스
- 세트: 레슬리 빌
- 의상: 수잰 매케이브